# Kirantski jezici
Kirantski jezici (kiranti), jedan od tri ogranka mahakirantskih jezika koju čine s newarskom skupinom, jezik newari, i Kham-Magar-Chepang-Sunwari jezicima (12 jezika). Prema starijoj klasifikaciji obuhvaćala je 37, danas 35 jezika u Nepalu i Indiji. Predstavnici su 
a. Istočni (26; prije 27): athpariya, bantawa, belhariya, camling, chhintange, chhulung, chukwa, dungmali, kulung, lambichhong, limbu, lorung (2 jezika: sjeverni i južni), lumba-yakkha, meohang (2 jezika: istočni i zapadni), moinba, nachering, phangduwali, pongyong, puma, saam, sampang, waling, yakha, yamphe, yamphu;
b. Zapadni (9): dumi, jerung, khaling, koi, lingkhim, raute, thulung, tilung, wambule;
c. Tomyang. Danas se vodi kao dijalekt jezika yamphu [ybi]

## Vanjske poveznice
- Ethnologue (14th)